# Ngã ba Khe Ve

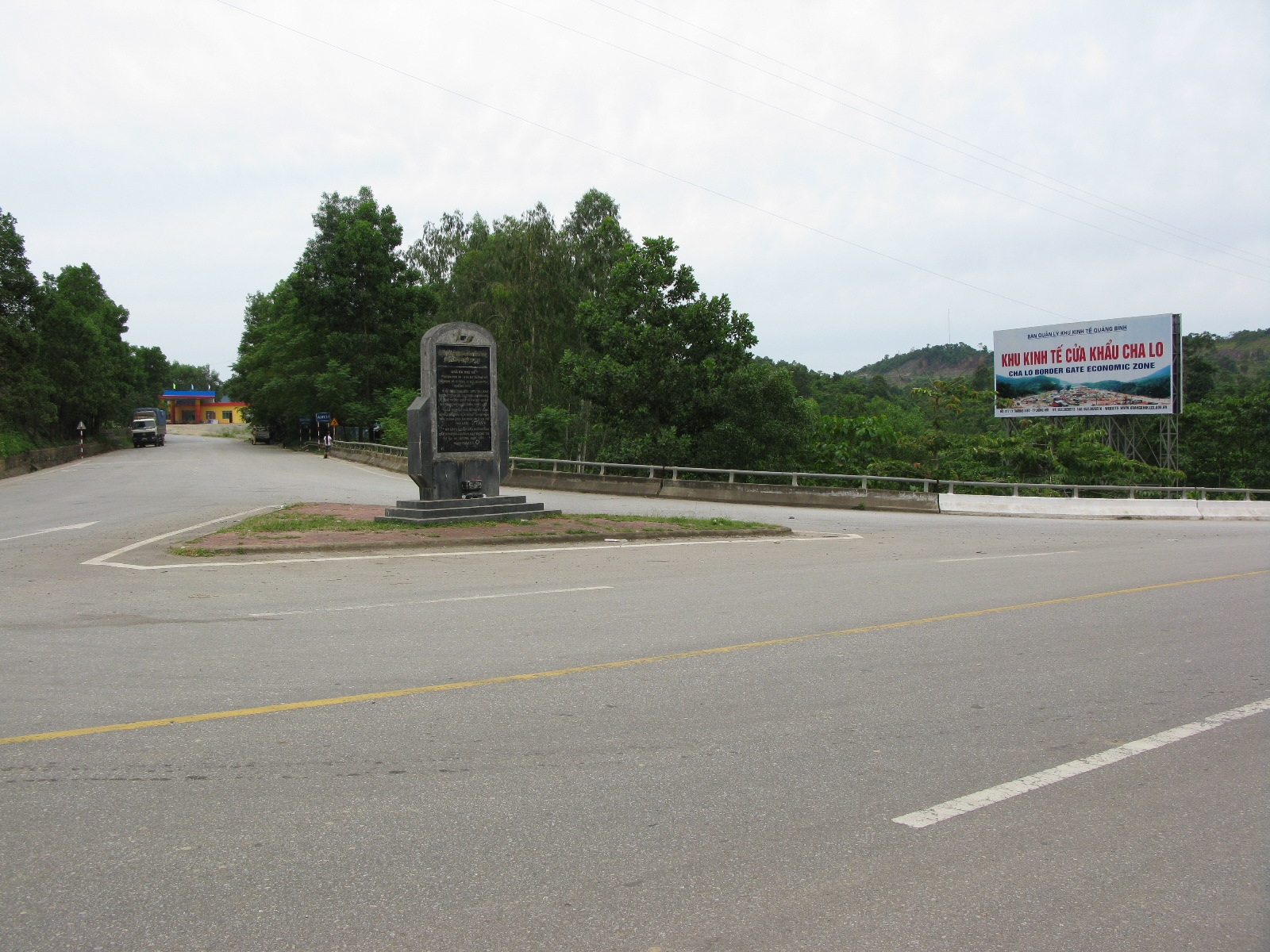
Ngã ba Khe Ve

Ngã ba Khe Ve là nơi quốc lộ 12A sau một đoạn trùng với đường Hồ Chí Minh thì tách ra để từ đây đi lên cửa khẩu quốc tế Cha Lo. Ngã ba này có tọa độ địa lý 17°54′25″B 105°49′22″Đ / 17,906876°B 105,82283°Đ thuộc huyện Minh Hóa tỉnh Quảng Bình.
Trong Chiến tranh Việt Nam, ngã ba Khe Ve chính là điểm đầu của tuyến đường ống dẫn xăng dầu, đường dây thông tin của quân đội miền Bắc Việt Nam. Vì thế, nó là một trong những trọng điểm đánh phá của Không lực Hoa Kỳ.